# かわはらなつみ
かわはら なつみ（7月26日生）は、日本の漫画家。岡山県津山市出身。2005年、第56回小学館新人コミック大賞入選受賞作「FLY HIGH」（『ChuChu』夏号掲載）でデビュー。小学館発行の少女漫画雑誌『ChuChu』や『プチコミック』などで執筆している。既婚であり、娘がいる。

## 作品一覧

### 連載
- 親指の秘めごと（ChuChu2008年5月号 - 7月号）

### 読みきり
- FLY HIGH（ちゃお増刊ChuChu 2005年夏号・デビュー作）
- 週番ロマンス♥（ちゃお増刊ChuChu 2005年秋号）
- チョコミントKISS（ちゃおDX 2006年春号）
- 今夜、晴れたら。（ChuChu 2006年7月号）
- イタズラな彼女（ちゃおDX 2006年秋の大増刊号）
- きみにあいたい（ChuChu 2007年1月号）
- 海からの手紙（ちゃおDX 2007年春の大増刊号）
- トップシークレット（ChuChu 2007年11月号別冊ふろく）
- 恋のカケヒキ（ChuChu 2008年2月号）
- きみとの温度差（ChuChu 2010年1月号）
- Sカレ（プチコミック 2011年4月号増刊）

## 単行本
ちゅちゅコミックス（小学館）から刊行。
- 親指の秘めごと